# Blødgrundsætsning
Blødgrundsætsning er en grafisk teknik, der benyttes i det kunstneriske grafiske arbejde inden for dybtryk med kobber og zink. Blødgrund er en fedtholdig ætsegrund, der beskytter pladen, så kun det blotlagte metal udsættes for syre under ætsningen.
Med radering i blødgrund kan man efterligne stregen i blyants- og kridttegninger. ætsegrunden størkner ikke men vedbliver at være blød pga. indholdet af fedtstof og er derfor meget modtagelig for berøring. Teknikken bruges ofte eksperimenterende til at kunne skabe teksturtryk af forskellige materialer på pladen.
En anden type ætsegrund er den mere faste hårdgrund, som ved radering efterlader en skarp, jævn streg modsat blødgrundens mere kornede.
Ud over den traditionelle blødgrund findes der en non-toxic teknik.

## Alternative betegnelser
- Gravure au Vernis mou (fransk)
- Soft ground etching/Soft varnish etching (engelsk)
- Weichgrundradierung (tysk)
- Acquaforte vernice molle (italiensk)
- Dorrdrukmanier (hollandsk)
- Mjukgrundsetsning (svensk)

## Beskrivelse af teknikken

### Klargøring af trykpladen
Trykpladen klargøres med affiling af kanter og hjørner, for at det skarpe metal ikke beskadiger papir og filt. Pladen poleres med ståluld og pudsemiddel så som Slipol eller Brasso for at udligne ridser og fjerne patina på metallet. Affedtning af pladen er modsat ved hårdgrund ikke nødvendig, idet blødgrunden i forvejen indeholder fedtstof.
Pladens bagside afdækkes med selvklæbende plastfolie eller anden syrefast materiale, som skal beskytte pladen under ætsningen. Venter man med afdækningen til efter, at blødgrunden er lagt, skal man være meget forsigtig med ikke at ødelægge grunden.

### Påføring af blødgrund
Blødgrund fås i fast og i flydende form og kan erhverves i velassorterede butikker, der forhandler kunstnermaterialer. Man kan også lave sin egen blødgrund. Eksempler på opskrifter forefindes her.
Blødgrund i fast form -
Pladen opvarmes på en varmeplade ved ikke for høj varme, ca. 40 grader. Er pladen for varm, vil valsen ikke efterlade ætsegrunden ordentligt på pladen. Ætsegrunden valses tyndt og jævnt ud over hele pladens overflade med en læder- eller gummivalse. Alternativt bruges en dabber. Benyt helst separat dabber og valse til hhv. blød- og hårdgrund pga. deres forskellige smeltepunkt, alternativt skal den rengøres omhyggeligt efter brug.
Pladen afkøles helt efter påføring af ætsegrunden.
Blødgrund i flydende form -
Flydende blødgrund påføres jævnt med en pensel på hele pladens overflade. Pladen skal være kold.
Fælles for begge varianter gælder, at blødgrunden skal optørre helt, førend man begynder at arbejde i den.

### Overføring af motiv
Der er flere måder at overføre motivet overføres på den blødgrundsdækkede plade:

#### Blyant/pen
I blødgrundsteknikken kan man efterligne stregen i blyants- og kridttegninger.
Et stykke tyndt kalkerpapir/madpapir/transparent papir lægges forsigtigt hen over pladen med blødgrund, så det ligger let på overfladen. Fastgør det evt. med tape på bordet eller ombuk papiret om pladen for at sikre, at det ikke forrykkes. Motivet tegnes på papiret med en hård blyant/pen, hvorved blødgrunden fastgøres til papiret og metallet blotlægges. Motivet kan på forhånd være skitseret op på papiret, eller man kan arbejde på fri hånd. Håndens tryk kan varieres og dermed stregens intensitet.
Man kan tegne direkte på den blødgrundsdækkede plade med en pen, tændstik eller andet materiale. Undgå at bruge for skarpe genstande, da man let kommer til at ridse i metallet og derved skaber en utilsigtet koldnålsradering. Vær omvendt opmærksom på, at redskabet er så spidst, at det når helt igennem vokslaget, da syren ellers ikke bider fast i metallet.
TIP - Hånden kan med fordel hvile på en håndstøtte for at undgå, at man kommer til at presse hånden ned på pladen og derved løfter blødgrunden utilsigtet af.
Eventuelle skader eller rettelser kan forsigtigt dækkes med asfaltlak.

#### Teksturtryk vha. hånden
Pres teksturer ned på den blødgrundsdækkede plade vha. håndens tryk. Her kan man benytte kraftige/tykke materialer modsat i kobbertrykspressen, idet man selv kan styre intensiteten af presset.

#### Teksturtryk vha. kobbertrykspresse
Placer den grunderede plade på trykpressen og arranger forsigtigt de materialer, der ønskes presset ned i overfladen.
VIGTIGT – Benyt kun lette, tynde, bløde materialer så som tyndt stof og planter for at undgå, at trykvalse og filt ødelægges. Dæk pladen med et stykke glittet karton, der er større end pladen samt avispapir. Til sidst lægges filt ovenpå.
Vær opmærksom på, at friske planter kan afgive saft, når de køres gennem pressen.
Trykpressen indstilles til at have mindre pres på, end hvis man skal trykke grafik.
Når pladen er kørt gennem pressen fjernes teksturemnerne forsigtigt. Disse har nu fjernet blødgrunden og derved blotlagt metallet.

#### Teksturtryk vha. højtrykspresse/bogpresse
Pres teksturer ned på den grunderede plade. Her kan man benytte kraftige/tykke materialer modsat i kobbertrykspressen, idet man selv kan styre intensiteten af presset.

### Ætsning
Pladen lægges i et syrebad med salpetersyre eller jernklorid i et dertil indrettet område af værkstedet.
Salpetersyre
Ved ætsning i salpetersyre opstår der hurtigt luftbobler på de blotlagte områder. Hvor man ved ætsning af hårdgrund ofte benytter en fjer til at fjerne boblerne med, forhindrer blødgrundens sarte overflade dette. I stedet fjernes boblerne ved at vippe pladen op og ned vha. tape fastgjort til bagsiden.
VIGTIGT: Ventilation af rummet er nødvendig. Benyt forklæde samt handsker, der kan modstå syre. Ammoniak neutraliserer salpetersyre, hvis man er uheldig at få det på tøjet.
Jernklorid
Ved ætsning i jernklorid kan man benytte en lodretstående ætsetank for at forhindre, at sedimentet lægger sig i de blotlagte områder. Inden nedsænkning i karret fastgøres et stykke bredt pakketape til pladens bagside, som fastgøres til ætsekarrets kant, når pladen forsigtigt er nedsænket. Alternativt kan man med fordel montere pladen på en smal, lang akrylplade vha. pakketape. Idet akrylpladen hviler på bunden af karret, er det nemmere at styre nedsænkning og optagning af pladen, så blødgrunden ikke beskadiges.
Har man ikke en lodretstående ætsetank, men benytter et horisontalt ætsekar, fjernes sedimentet ved jævnligt at vippe pladen op vha. tape fastgjort til bagsiden.
VIGTIGT: Benyt forklæde samt handsker, der kan modstå syre. Jernklorid sviner meget.
Afrensning efter ætsning - Ætsegrunden fjernes først med et opløsningsmiddel som terpentin eller petroleum. Alternativt benyttes Estisol 312, raps- eller solsikkeolie. Opløsningsmidlerne efterlader en fedtet overflade, der fjernes med ethanol (husholdningssprit).

## Historie
Blød ætsegrund blev opfundet omkring 1620 af den schweiziske kobberstikker og maler Dietrich Meyer (1572-1658), hvor han begyndte at tilsætte hårdgrunden fedtstof. Deciderede teknikker blev dog først udbredt i midten af 1700-tallet.
Oprindelig benyttede kunstnere teknikken blødgrund for at efterligne blyants- og kridttegninger. I nyere tid benyttes teknikken ofte eksperimenterende for at kunne skabe teksturtryk af forskellige materialer på pladen.

## Kunstnere der har arbejdet med blødgrundsætsninger
En lang række kunstnere har gennem tidens løb benyttet blødgrundsteknikken i deres kunstneriske arbejde, nogle gange som et selvstændigt udtryk men ofte i sammenhæng med andre grafiske teknikker så som stregætsning, akvatinte og koldnålsradering.
Blandt kunstnere, der kontinuerligt har beskæftiget sig med blødgrundsætsninger, kan nævnes Rembrandt (1606-1669), Auguste Renoir (1841-1919), Edgar Degas (1834-1917), Lovis Corinth (1858-1925) og Käthe Kollwitz (1867-1940).
I Danmark har billedkunstneren Pernille Kløvedal Helweg (1946) arbejdet og eksperimenteret en del med blødgrundsætsninger i stort format med dyrespor. Kløvedal Helweg har ladet dyr som isbjørn, elefant, næsehorn og skildpadde bevæge sig fysisk hen over trykplader præpareret med ætsegrund, hvorefter sporene blev ætset ned i pladen. Det største tryk stammer fra en 5 meter lang grindehval, og i radioprogrammet Hvalen på kobberpladen på DR - Stedsans fortæller kunstneren om sit grafiske projekt.

## Video
Ritchie, Bill, Soft Ground Etching, 2013